# 释常藏
释常藏（1969年12月30日—），俗名杜美战，男，汉族，山西运城人，中国佛教僧人，现任北京灵光寺方丈，中国佛教协会副会长。